# Edgar Alandia
Edgar Alandia C. (Oruro, 12 agosto 1950) è un compositore e direttore d'orchestra boliviano.

## Biografia
Vive in Italia dal 1970. È autore di musica premiata in concorsi internazionali (tra gli altri, ha ricevuto il Primo premio del Concorso Internazionale "Valentino Bucchi" di Roma nel 1978, una menzione speciale del Concorso "Inocente Carreño" di Caracas nel 1981) ed è stato selezionato per Venezia Opera Prima nel 1982.
Le sue composizioni sono eseguite in Italia ed in numerosi paesi esteri. Solisti importanti quali Michiko Hirayama, Jesùs Villa Rojo, Frances Marie Uitti, Giancarlo Schiaffini, Barry Webb e gruppi come Ensemble 2e2m, Artedie di Parigi, Encuentros de Buenos Aires, London Sinfonietta, LIM di Madrid hanno eseguito e incluso suoi lavori sia in concerti che in CD. Inoltre le sue opere per orchestra sono state eseguite da orchestre ed enti come l'Orchestra Sinfonica della RAI di Roma, la Biennale di Venezia, il Teatro Comunale di Bologna, il Teatro la Fenice di Venezia, l'Orchestra Ulster di Belfast, l'Istituzione Sinfonica Abruzzese e l'Orchestra da camera di Perugia.
Ha insegnato al Conservatorio di Potenza, al Conservatorio di Pesaro, al Conservatorio di Frosinone e al Conservatorio di Perugia; ha tenuto seminari di composizione e analisi musicale in Belgio, Bolivia, a Cuba, in Italia, Norvegia, Germania, Brasile ed in Perù.
Suoi lavori sono pubblicati da Ricordi (Milano), Edipan (Roma), Musicinco (Madrid).
Attivo anche come direttore d'orchestra, è stato direttore musicale dell'"Ensemble Nuove Forme Sonore" di Roma; ha inoltre tenuto concerti con ensemble e orchestre in Bolivia, Honduras ed in Italia.

## Opere significative

### Musica strumentale
- Mutamenti per flauto e pianoforte (1977)
- Altro per 7 strumenti (1980)
- Rumi per violoncello e pianoforte (1981)
- Rocío per violino, violoncello e pianoforte (1982)
- Étiquettes per pianoforte (1984)
- memorias per quartetto d'archi, nastro magnetico e live electronics (1987)
- Intermezzi per quartetto d'archi (1989)
- Undfen per trombone e live electronics (1990)
- ...se me ha perdido ayer el canto de las estrellas per flauto, clarinetto, violino, viola e violoncello (1993)
- ...sottili canti invisibili per pianoforte (1995)
- iba por los montes, mientras yo dormía per violino solo (1998)
- como silenciosas gotas de lluvia, caen per contrabbasso e pianoforte (2003)

### Musica vocale
- Canto de hoy per soprano, baritono, coro misto e orchestra (1977)
- Thaya per soprano, flauto, trombone, violoncello e percussioni (1981)
- Solo per soprano e nastro magnetico (1996)

### Musica per orchestra
- Pampa per clarinetto e orchestra (1978)
- Sonatina concertante per violino, pianoforte e orchestra d'archi (1982)
- A wolf in my living room per contrabbasso e orchestra d'archi (1989)
- Arie sospese per vibrafono e orchestra (1990)
- ...y sigue la escondida senda per viola e orchestra (1992)
- Sajsayhuaman per orchestra (1981)
- Como se suena de la rosa y del viento per orchestra (2009)

### Musica per il teatro
- tu avrai delle stelle...come nessuno ha per mimo, soprano e gruppo strumentale (1983)
- PERLA...fabula triste, opera da camera (1989)
- sottili canti...invisibili, azione teatrale (1995)